# AEGON Ilkley Trophy 2017
Die AEGON Ilkley Trophy 2017 waren ein Tennisturnier des ITF Women’s Circuit 2017 für Damen und ein Tennisturnier der ATP Challenger Tour 2017 für Herren in Ilkley und fanden zeitgleich vom 19. bis 25. Juni 2017 statt.